# الكسندر بوب فيلد
الكسندر بوب فيلد هو محامي وسياسي أمريكي، ولد في 30 نوفمبر 1800 في لويفيل في الولايات المتحدة، وتوفي في 19 أغسطس 1876. نشط حزبياً في الحزب الديمقراطي. وقد انتخب عضو مجلس نواب إلينوي ‏.